# Michael Stolleis
Michael Stolleis (né le 20 juillet 1941 à Ludwigshafen et mort le 18 mars 2021 à Francfort-sur-le-Main) est un juriste et historien du droit allemand. Jusqu'en 2006, il est professeur de droit public et d'histoire du droit à l'université Johann Wolfgang Goethe de Francfort-sur-le-Main. De 1991 à 2009, il est également directeur de l'Institut Max Planck pour l'histoire européenne du droit.

## Biographie
Michael Stolleis est le fils d'Erich Stolleis, maire de Ludwigshafen entre 1937 et 1942. Après son baccalauréat en 1960, il entreprend des études de droit, de littérature allemande et d'histoire de l'art à l'université de Heidelberg et à l'université de Wurtzbourg. En 1965 il passe le premier, puis en 1969 le deuxième « examen d'État » [Staatsexamen]. Il fait une thèse sous la direction de Sten Gagnér à l'université de Munich, publiée en 1972 sous le titre Raison d’État : droit et morale dans les textes philosophiques de la fin du XVIIIe siècle [Staatsraison, Recht und Moral in philosophischen Texten des späten 18. Jahrhunderts].
Après une courte période comme assistant de Axel Freiherr von Campenhausen Stolleis obtient son habilitation en 1973 à Munich avec une recherche sur "Les formules sur le bien commun dans le droit national-socialiste" [Gemeinwohlformeln im nationalsozialistischen Recht] publiée en 1974. La même année il est appelé à une chaire de droit public et d'histoire du droit à l'université de Francfort-sur-le-Main.
En 1991 il est le lauréat du prestigieux Prix Gottfried Wilhelm Leibniz décerné par la Deutsche Forschungsgemeinschaft. La même année il est nommé directeur de l'Institut Max Planck pour l'histoire européenne du droit [MPIER] à Francfort-sur-le-Main. En 2006 il est émérite comme professeur de l'université de Francfort et comme directeur du MPIER, mais il fut à nouveau directeur par intérim de 2007 à 2009.
Michael Stolleis est membre de nombreuses académies scientifiques dans différents pays et fait partie du comité éditorial de nombreuses revues et collections.
En 2011, il est considéré comme le plus éminent représentant de l'histoire du droit en Allemagne. En reconnaissance de la qualité de l'ensemble de ses travaux et de ses recherches, ainsi que de son engagement bénévole exemplaire, il a été décoré le 5 mai 2010 de l'ordre du Mérite de la République fédérale d'Allemagne. Et en 2014 il est le récipiendaire de l'ordre Pour le Mérite pour les sciences et les arts.

## Récompenses et décorations
- Prix Gottfried Wilhelm Leibniz (1991)
- Prix de la Fondation du jubilé de la Banque de Suède (1994)
- Prix de la fondation Balzan (2000)
- Docteur honoris causa de :
  - Université de Lund (1999)
  - Université de Toulouse (2002)
  - Université de Padoue (2004)
  - Université de Helsinki (2010)
- Ordre Pour le Mérite pour les sciences et les arts (2014)
- Grand officier de l'ordre du Mérite de la République fédérale d'Allemagne (2015)